# Movimiento Popular por el Socialismo/Partido Federal
El Movimiento Popular por el Socialismo/Partido Federal (MPS-PF) es una organización política de Burkina Faso, basado en las ideas federalistas y socialistas. Organización destinada a la protección de los derechos de los trabajadores, la defensa obrera y la descentralización del poder.
Fundado en 2008 por Pargui Emile Paré, quien fuera candidato a las elecciones presidenciales de 2010, logrando un sexto lugar con un 0,86%.
En las elecciones legislativas de 2012 no lograron representación parlamentaria.